# Gunder Andersson
Åke Arne „Gunder“ Andersson (* 13. September 1943 in By, Gemeinde Avesta; † 22. März 2025) war ein schwedischer Schriftsteller und Kulturjournalist.

## Leben
Andersson debütierte 1973 mit der Novellensammlung Över skaklarna und veröffentlichte seit den 1970er Jahren Artikel auf den Kulturseiten der Zeitungen Aftonbladet und Helsingborgs dagsblad. Er schilderte in seinen ersten Novellen den Versuch der Arbeiterjugend aus ihrer sozialen Umgebung auszubrechen. Neben Bildungsromanen wie Alla chanser! (Alle Chancen!) und Komma ifatt! (Hole auf!) sowie Theaterstücken schrieb er auch Bücher zum Thema Sport. Autobiografische Züge tragen die Werke Pojken i brunnen (Der Junge im Brunnen) und Baskermannen, döden och Joe Walcott (Der Mann mit der Baskenmütze, der Tod und Joe Walcott). Andersson war Mitglied in der Schriftstellergruppe Fyrskift, die 1990 mit dem Ivar-Lo-Preis ausgezeichnet wurde. Seine Novelle Dubbel-8 wurde verfilmt.

## Werke
| - Över skaklarna, 1973 - Karl Feldt, vem är det?, 1974 - Struket Korn, 1976 - Vägarbete (zusammen mit Fyrskift) 1985 - Köttets lust och själens, 1987 - Torrsimmaren, 1998 - Dubbel-8, 1998 - Alla Chanser!, 1978 - Komma ifatt!, 1980 - Bränningar (zusammen mit Anna-Karin Norlin), 1981 - Satsa framåt! (Jugendroman), 1986 - Pojken i brunnen, 2007 - Baskermannen, döden och Joe Walcott, 2008 | - Vägval (zusammen mit Fyrskift), 1973 - Folkets Park, en 100-årig historia, 1973 - Fasta Situationer, 1996 - Sudden Death, 1999 - Omstart - Mest om sommaridrott, 2001 - 08:an på landet - en utbölings betraktelser, 2003 - 3 X Stockholm (Reportage) 1973 - Fotoalbum (Gedicht- und Fotobuch), 1984 - Djävulen i Notre Dame (Gedichte), 1987 - Martins sommar (Kinderbuch), 1989 - Dribblern - En teaterfantasi om Nacka Skoglund (Theaterstück, aufgeführt am Stockholmer Parktheater), 1994 - Röster i Dalsland (Redakteur, zusammen mit Lena Karlsson), 2000 - Mitt möte med Ivar Lo (Redakteur), 2001 - Idrottarliv (Redakteur, zusammen mit Lena Karlsson) 2002 |

## Preise und Auszeichnungen
- Ivar-Lo-Preis 1990